# Крутец (Рыбинский район)
Крутец — деревня на территории Николо-Кормской сельской администрации Покровского сельского поселения Рыбинского района Ярославской области. В деревне находится ряд памятников истории и культуры.
Деревня расположена на высоком обрывистом правом берегу Волги, а точнее Волжского плёса Рыбинского водохранилища. Волга на этом участке течёт в направлении с юга на север, соответственно ориентирована и деревня. Здесь параллельно берегу Волги практически непрерывной полосой следуют деревни Бабурино, Городок, Крутец, Малое и Большое Высоко.
На южной окраине деревни находятся археологические памятники местного значения:
- 100 м к юго-западу — селище «Тилинское», датировка: V в. до н. э. — II в. н. э.
- 100 м к юго-западу — Селище 1, датировка: XII в. — XIII в.
- 300 м к югу — Селище 2, датировка: XII в. — XIII в.

Еще один памятник истории и культуры в деревне — дом второй половины XIX века, где родился и жил знаменитый советский подводник Герой Советского Союза, контр-адмирал Колышкин И. А..
Деревня Крутецъ указана на плане Генерального межевания Рыбинского уезда 1792 года. Через деревнню по правому берегу Волги проходил тракт из города Углич в город Мологу. После заполнения Рыбинского водохранилища и затопления Мологи тракт потерял своё значение. 
В деревне растёт дуб, внесённый в список «Особо охраняемых природных территорий Ярославской области»
Основу составляет традиционная застройка, рубленные избы, фасадами на улицу. Численность постоянного населения на 1 января 2007 года — 5 человек. Однако деревня не выглядит запустелой, так как активно используется дачниками. По почтовым данным в деревне 11 домов.
В обход с восточной, дальней от Волги стороны, построена автомобильная дорога к Коприно и Ларионово, ответвляющаяся в селе Николо Корма от трассы Р104 на участке Углич-Рыбинск. Дорога эта идет параллельно берегу Волги и удобна для доступа жителей Москвы к развивающемуся в районе села Коприно курорта.
Транспорт — железнодорожный через станцию Кобостово, до которой около 5 км. Автобус в селе Никольское. Продовольственный магазин в деревне Большое Высоко.
Администрация сельского поселения в поселке и центр врача общей практики находится в посёлке Искра Октября. Центр Николо-Кормской сельской администрации, отделение почты, школа, клуб в селе Никольское. Церковный приход ранее был в деревне Городок, а в настоящее время в селе Николо-Корма.